# Un ballo in maschera (Quadrille)
Die Un ballo in maschera-Quadrille ist eine Quadrille von Johann Strauss Sohn (op. 272). Sie wurde am 21. Dezember 1862 im Wiener Volksgarten erstmals aufgeführt. 

## Einzelnachweis
1. ↑  Quelle: Englische Version des Booklets (Seite 30) in der 52 CDs umfassenden Gesamtausgabe der Orchesterwerke von Johann Strauß (Sohn), Hrsg. Naxos (Label). Das Werk ist als sechster Titel auf der 8. CD zu hören.